# Athanasius Merkle
Athanasius Merkle OCist (* 16. Mai 1888 in Bayersried als Ludwig Merkle; † 5. Juni 1980 in Itaporanga) war Abt der Zisterzienserabtei Itaporanga.

## Leben
Ludwig Merkle trat 1905 in die Trappistenabtei Marija-Zvijezda ein und wurde 1913 zum Priester geweiht. Da er nach dem Ersten Weltkrieg nicht mehr nach Bosnien zurückkehren konnte, gehörte er 1921 mit Vitus Recke zu den Mitbegründern des Klosters Himmerod. 1934 nach Brasilien geschickt, gründete er dort 1936 auf Einladung des Bischofs José Carlos de Aguirre (1880–1973) das Kloster Itaporanga. 1950 wurde er dort Abt und begann 1959 mit dem Kirchenbau. Er resignierte mit 83 Jahren und verbrachte die letzten Lebensjahre in Brasilien, wo er 1980 im 93. Lebensjahr starb.